# Brucourt
Brucourt település Franciaországban, Calvados megyében. Lakosainak száma 128 fő (2022. január 1.). Brucourt Cricqueville-en-Auge, Goustranville, Périers-en-Auge és Varaville községekkel határos.

## Népesség
A település népességének változása:
| Lakosok száma | 114  | 107  | 108  | 129  | 119  | 126  | 115  | 125  | 126  | 128  |
|               | 1968 | 1982 | 1990 | 2006 | 2013 | 2015 | 2017 | 2019 | 2020 | 2022 |